# Attila (opera)

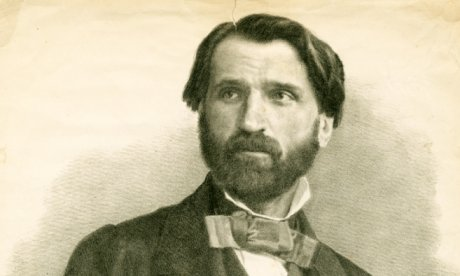
Giuseppe Verdi 1842

Attila är en opera (dramma lirico) i en prolog och tre akter med musik av Giuseppe Verdi och libretto av Temistocle Solera efter Zacharias Werners tragedi Attila, König der Hunnen (1806). Operan hade premiär 17 mars 1846 på Teatro La Fenice i Venedig.

## Den historiske Attila
Den mäktige hunnerkungen Attila var folkvandringstidens mest framgångsrike erövrare. År 452 hade han med sin här tågat in i Italien och erövrat Aquileia. Redan samma år försökte påve Leo den store beveka hunnerkungen att skona Rom. Attila dog 453 under sin bröllopsnatt (att hans sista hustru, gotiskan Ildico, skulle ha mördat honom är bara en legend. Attentatet i operans sista scen är också det ren dramatik).

## Historia
Efter de båda operorna Nebukadnessar och I Lombardi med sina stora masscener tonsatte Verdi visserligen andra slags libretton men återvände ändå till idén med en operadramatik som präglades av ett politiskt budskap. Därför är även Attila en variant på risorgimentotemat (inte kronologiskt, men väl tematiskt). Verdi hade redan tidigare haft planer på att skriva en opera på tysken Werners skådespel om Attila men hade lagt idén åt sidan och i stället ägnat sig åt I due Foscari. År 1845 accepterade han en beställning från Teatro La Fenice i Venedig och återgick till Attila, som visade sig falla publiken i smaken inte minst därför att prologen skildrar Venedigs grundande. Kampen mellan hunner och romare väckte också fosterländska känslor som på nytt gjorde Verdi till nationalhjälte. Operan vimlar av patriotiska scener och det var just därför som den så snabbt erövrade operascenerna i 1840-talets Italien. 
Svensk premiär 25 mars 1985 på Kungliga Operan i Stockholm (gästspel).

## Personer
- Attila, hunnernas kung (bas)
- Ezio/Aëtius, romersk fältherre (baryton)
- Odabella, dottern till Aquileias härskare (sopran)
- Foresto, riddare från Aquileia (tenor)
- Uldino, en ung breton, Attilas slav (tenor)
- Leone, en gammal romare (bas)
- Hunner, furstar, kungar, soldater, slavar (kör)

## Handling
Aquileia, Adriatiska lagunen, Rom, 400-talets mitt.
Prolog
Attila, hunnernas kung, har intagit Aquileia och dödat nästan alla invånare. En av de överlevande är Odabella, som tillsammans med andra kvinnor förs inför Attila. Han blir så betagen av henne att han vill uppfylla hennes högsta önskan, och när hon ber om att få sitt svärd tillbaka ger han henne sitt eget. Hon svär att hon skall använda det till att hämnas dråpet på sin far. Attila tar emot romarnas sändebud Ezio, som i hemlighet föreslår att de skall dela riket så att Ezio behåller Rom och Attila får resten av Italien. Attila avvisar förslaget. De överlevande från Aquileia har flytt till en lagun på Adriatiska kusten, anförda av Foresto som sörjer över att Odabella är förlorad. Han hyllas av sitt folk och uppmanar dem att bygga en ny stad vid lagunen (Venedig).
Akt I
Foresto förkläder sig och lyckas finna Odabella i Attilas läger. Han beskyller henne för otrohet och förräderi, men hon förklarar att hon har tänkt ut en plan att mörda Attila. Attila drömmer att en gammal man spår att en olycka skall ske om han inte vänder om vid Roms portar, men ändå planlägger han angreppet på Rom. Då närmar sig en grupp kristna ledda av biskop Leo, och Attila blir rädd då han känner igen den gamle från drömmen som nu upprepar sin varning.
Akt II
Ezio får order att återvända till Rom eftersom romare och hunner har ingått en pakt. En skara slavar ger Ezio en inbjudan till en bankett. En av dem är den förklädde Foresto, som övertalar Ezio att gå med i en komplott mot Attila. Under banketten försöker slaven Uldino, som står i Forestos sold, att ge Attila förgiftat vin, men Odabella förhindrar det eftersom hon personligen vill utkräva sin hämnd. Foresto avslöjar att det var han som stod bakom mordförsöket. Attila blir så rörd över att Odabella räddat hans liv att han beslutar ta henne till sin hustru. Han överlämnar Foresto i hennes händer och drar vidare mot Rom.
Akt III
De sammansvurna, Ezio och Foresto, möts i en skog. Foresto är upprörd och svartsjuk, eftersom han tror att Odabella har förrått honom. Odabella flyr från Attilas läger och bedyrar sin oskuld och trohet inför Foresto. De överraskas av Attila, men då de romerska soldaterna närmar sig förstår Attila att han har gått i en fälla. Odabella dödar honom med hans eget svärd och har därmed hämnats sin far och sina landsmän.